# Arboridia lamellaris
Arboridia lamellaris är en insektsart som beskrevs av Sohi, Mann och Shenhmar 1987. Arboridia lamellaris ingår i släktet Arboridia och familjen dvärgstritar. Inga underarter finns listade i Catalogue of Life.